# Balada o slanom moru
Balada o slanom moru je 1. epizoda serijala Korto Malteze. U bivšoj Jugoslaviji je premijerno objavljena u novosadskom strip časopisu Stripoteka u 11 nastavaka u #703-714 od 11. maja 1982 do 1. avgusta 1982. Imala je ukupno 165 strana.

## Originalna epizoda
Originalna epizoda pod nazivom Una ballata del mare salato objavljena je premijerno u delovima u #1-20. italijanskog strip čaospisa Sgt Kirk u periodu 1967-1969. godine. Hugo Prat je nacrtao i napisao scenario za epizodu.

## Sadržaj
Katamaran kojim upravlja Raspućin, a na kojem se nalaze i nekoliko uniformisanih crnaca, 1. novembra 1913. nailazi na čamac u kome se, onesvešćeni, nalaze dvoje mladih belaca — Pandora i Kain Grovsnor, tinejdžeri i rođaci iz Sidneja, pripadnici jedne od najmoćnijih porodica južnih mora. Njihova jahta je izgorela, a oni su jedini preživeli. Raspućin, koji uvek ume da unovči tuđu nesreću, planira da ih iskoristi radi otkupnine. Radnja se odvija u blizini Solomonskih ostrva, južno od Nove Pomeranije i teritorije poznate kao zemlja Kajzera Vilhelma, odnosno Nove Gvineje, tada pod nemačkom kolonijalnom upravom. Nedugo potom, katamaran nailazi na splav za koji je privezan Korto Malteze. Njegovi ljudi su ga izdali jer je odbio da se oženi ženom koju su mu nametnuli. Raspućin ga najpre ismeva, a zatim prihvata na brod. Njih dvojica služe istog gospodara — tajanstvenog Kaluđera, gusarskog vođu Pacifika, čije je poreklo obavijeno velom tajne. Raspućin ima zadatak da, u susret nadolazećem svetskom ratu, napada i pljačka brodove s ugljem u ime Nemačkog carstva. Kod ostrva Malajta uočavaju holandski teretnjak. Raspućin ističe britansku zastavu kao masku, a zatim preuzima brod: kapetana ubija, a posadu baca ajkulama. Korto kritikuje Raspućina zbog okrutnosti, pa ga ovaj šalje u kotlarnicu. Raspućin prostaje na Kajzerinu da pregovara s Nemcima o prodaji nafte, koje predvodi admiral fon Špeke, Korto pazi na Pandoru i Kaina kako ne bi pobegli. Kain pokušava da pobegne i obavesti Nemce o njihovom prisustvu, ali ga stražari u tome sprečavaju. Korto i Kranio nastavljaju brodom dalje, ali veliki talas ih potapa, te svi plivaju do obale. Korto preživljava sa Padorom, dok je Kaina Okean izbacio na obalu na nekom drugom mestu. Kain se upoznaje sa mladim indijancem po imenu Tarao. Uskoro nailaze na grupu indijanaca Senika, koji ih vode u svoj logor. Pandora je ljuta na Korta što Kain nije preživeo, a kada saznaje da je živ, postaje još besnija. Uzimajući Kortov revolver, puca u njega. U Pandorinu kolibu dolazi Kranio, koji organizuje bekstvo iz indijanskog sela. Korto, Kain, Pandora, Kranio i Tarao beže na pirogi i nailaze na nemačku podmornicu, u kojoj se nalazi i Raspućin. Komandir podmornice Zliter odlučuje da stavi Pandoru i Kaina pod svoju zaštitu nakon što sazna da su njjih dvoje zarobljenici, a ne Raspućinovi saradnici, dok je Raspućin planirao da ih razmeni za otkupninu od njihovih bogatih roditelja. Prisluškujući njihov razgovor, Raspućin shvata da mu plan propada i razmišlja da ubije Zlitera. Njih dvojica se potom sukobljavaju na palubi; Zliter gubi strpljenje i udara Raspućina. U tom trenutku podmornica stiže u blizinu ostrva Eksondida, na kome se nalazi Kaluđer. 
Korto i Pandora kreću automobilom da posete Kaluđera. Nepoznata osoba puca na vozača, a Korto pada u okean. Posle borbe s hobotnicom i ajkulom, uspeva da preživi. Besan, počinje da istražuje ko je pucao na vozilo. Zatiče Raspućina u kolibi dok čisti pušku. Nakon žešće tuče, Raspućin ga ubeđuje da nije on pucao. Potom nailazi na Kajna, koji je zbunjen što je Korto živ, ali poriče umešanost u pokušaj ubistva. Na kraju svi dolaze kod Kaluđera, koji im saopštava da je 4. avgusta 1914. Engleska objavila rat Nemačkoj, te da su i oni time u ratu. Optužuje Korta što je izgubio brod, jedrilicu i vlast nad ljudima, nazivajući ga prevratnikom. Poručnik Zlitar pokušava da ga ubedi da ne traži otkupninu za decu, misleći na Kajna i Pandoru, na šta se Kaludjer grohotom smeje. Raspućin otkriva da je Kain njegovom puškom pucao na automobil u kojem su bili Korto i Pandora. Spreman je da prebije Kaina jer je pokušao da krivicu svali na njega. U tom trenutku dolazi Kaluđer i ispituje Kaina o njegovom poreklu, otkrivši da poznaje skoro celu njegovu porodicu, Grovsnore. Zatim odlazi da se prošeta, ludački se smeje, a potom urliče. Poziva Korta na razgovor i kaže mu da će uskoro zajedno napustiti ostrvo, koje će prepustiti Raspućinu. Korto mu odgovara da je to glupa ideja jer će Raspućin prokockati celo bogatstvo koje je Kaludjer decenijama sticao kao gusar. Kaludjer insistira da Korta povede jer ga smatra najboljim prijateljem, ali i zato što ne želi više da bude blizu Pandore i da se pretvara da je dasa. Kada mu se Korto šeretski nasmeje, Kaluđer ponovo poludi, viče da mu se ne smeje i baca ga s litice u more. Nedugo zatim, Kaluđer sa podmornicom poručnika Zlitera napušta ostrvo.

## Vreme i lokacija epizode
Septembar 1913-januar 1915. godine. Solomonska ostrva, Nova Gvineja, Nova Pomeranija. Eskondida, koja se pominje kao Kaluđerovo sedište, izmišljeno je ostrvo koje se nalazi u zapadnoj Okeaniji i predstavlja mesto na kome se odvija važan deo ove priče. Njene geografske koordinate su 169° zapadne dužine i 19° južne širine, što odgovara položaju ostrva Tana u okviru Vanuatua, blizu Nove Kaledonije. Ipak, Prat je tvrdio da mu je za model poslužilo ostrvo Abaiang, jedno od Gilbertovih ostrva u današnjem Kiribatiju.

## Književna inspiracija za epizodu
Priča obiluje književnim referencama. Na primer, na početku Raspućin čita Putovanje oko sveta, putopis Luja Antoana de Bugenvila. Taj francuski istraživač zaista je plovio istim oblastima u kojima se Raspućin tada nalazi. Kain, u više navrata, pokazuje svoju načitanost kroz razne aluzije. Tako, kada sa Taraom dospe na jednu obalu, upoređuje njih dvojicu sa Robinsonom Krusoom i Petkom, likovima koje je stvorio Danijel Defo. Kasnije, kada s ostalima beži od kanibala, priča mu o Mobi Diku iz romana Hermana Melvila. U podmornici Šlitera, čita Pesmu o starom mornaru koju je napisao Samjuel Tejlor Kolridž. Na kraju, kada sa Pandorom napušta Eskondidu, pominje brod Argo i junaka Jasona iz grčke mitologije.

## Korto kao glavni junak
Korto isprva nije zamišljen kao glavni junak. U sadržaju čaospisa Sgt Kirk, gde je premijerno objavljen 1. deo epizode, na str. 2, ne pominje se ime Korto Malteze, već samo ime epizode. Osim toga, H. Prat je za #1, pored prvog dela Balade, objavio i prve delove serijala Ana iz Džungle, Narednika Kirka, Tikonderoga i Vuk Konrad.). Po završetku Balade, Prat započinje rad na Pustinjskim škorpijama za Sgt Kirk, ali budući da se revija uskoro gasi, taj rad ostaje nedovršen. U tom zastoju, Prat se okreće francuskom tržištu i započinje saradnju sa francuskim časopisom Pif Gadget, gde od 1970. godine objavljuje niz kraćih priča o Kortu Maltezeu kao glavnim junakom, počevši sa epizodom Tajna Tristana Bantama.

## Repriza epizode u albumu
Epizoda je u celini u Srbiji (tada deo SR Jugoslavije) prvi put objavljena kao album u izdanju Komune oktobru 1996. godine. Kasnije je objavljena u izdanju Darkwooda 2016. god. Beogradski izdavač Darkwood započeo je 2016. godine objavljivanje celokupnog opusa Korta Maltezea u okviru planiranog dvanaestotomnog ciklusa. Prva knjiga u ediciji bila je Balada o slanom moru. Izdanje se posebno izdvaja korišćenjem ćirilice, vrhunskim štamparskim kvalitetom i vernim kolorisanjem Patricije Canoti, rađenim pod nadzorom samog Huga Prata.

## Naredna epizoda
Naredna epizoda je Tajna Tristana Bantama.

## Naredni album
Naredni album, koji sadrži šest kraćih ali povezanih epizoda, naslovkjen je U znaku Jarca.

## Prequel
Epizoda koja vremenski prethodi Baladi, u kojoj se objašnjava kako je Korto počeo da radi za Kaluđera i ko ga je razapeo na splav na kome plovi okeanom (scena kojom počinje Balada) objavljena je 2019. godine pod nazivom Tarovenov dan (Le jour de Tarowean). Autori su Juan Díaz Canales i Rubén Pellejero.